# Louisville Shooting Stars
Die Louisville Shooting Stars waren ein US-amerikanisches Eishockeyfranchise der International Hockey League in Louisville, Kentucky. Die Spielstätte der Shooting Stars waren die Louisville Gardens. 

## Geschichte
Die Louisville Shooting Stars wurden 1953 als Franchise der International Hockey League gegründet. In ihrer ersten und einzigen Spielzeit erreichten die Shooting Stars in der Saison 1953/54 den achten und somit vorletzten Platz in der IHL. In 64 Spielen erreichte die Mannschaft dabei nur 40 Punkte, womit ihnen zu Rang acht, auf dem die Grand Rapids Rockets lagen, bereits 21 Punkte fehlten. Einzig die Milwaukee Chiefs waren mit 29 Punkten noch erfolgloser. Aus diesem Grund wurde das Franchise nach nur einem Jahr aufgelöst. Die Lücke, die dies in der Stadt hinterließ, wurde von den Louisville Rebels geschlossen, die von 1957 bis 1960 am Spielbetrieb der IHL teilnahmen und in der Saison 1958/59 als einzige Mannschaft aus Kentucky den Turner Cup gewannen. 

## Saisonstatistik
Abkürzungen: GP = Spiele, W = Siege, L = Niederlagen, T = Unentschieden, OTL = Niederlagen nach Overtime SOL = Niederlagen nach Shootout, Pts = Punkte, GF = Erzielte Tore, GA = Gegentore, PIM = Strafminuten
| Saison  | GP | W  | L  | T | OTL | SOL | Pts | GF  | GA  | Platz   | Playoffs |
| 1953–54 | 64 | 18 | 42 | 4 | —   | —   | 40  | 202 | 331 | 8., IHL |          |

## Team-Rekorde

### Karriererekorde
Spiele: 64  John Sherban
Tore: 30  Ray Marshall
Assists: 30  Ray Marshall
Punkte: 60  Ray Marshall
Strafminuten: 127  Ed Laidler